# Paper Gods
| Críticas profissionais | Críticas profissionais |
| Avaliações da crítica  | Avaliações da crítica  |
| Fonte                  | Avaliação              |
| ---------------------- | ---------------------- |
| Allmusic               | 3.5 de 5 estrelas.     |
| Billboard              | 3.5 de 5 estrelas.     |
| Metacritic             | 64/100                 |
| Consequence of Sound   | B-                     |
| Drowned in Sound       | 5/10                   |
| Entertainment Weekly   | B-                     |
| The Guardian           | 3 de 5 estrelas.       |
| PopMatters             | 8 de 10 estrelas.      |
| Rolling Stone          | 3.5 de 5 estrelas.     |

Paper Gods é o décimo quarto álbum de estúdio da banda britânica Duran Duran, distribuído pelo selo da Warner Bros. Records. As gravações foram anunciadas em 15 de junho de 2015 através de um comunicado de imprensa oficial publicado em seu site, confirmando uma data programada de lançamento mundial de 11 de setembro de 2015. O álbum foi produzido por Mr. Hudson, Joshua Blair, que trabalhou com a banda em All You Need Is Now, de 2010; Nile Rodgers, que já havia trabalhado pela primeira vez com eles no single #1 "The Reflex" de 1983, "The Wild Boys" de 1984, o álbum Notorious de 1986 e Astronaut de 2004, e Mark Ronson, que produziu All You Need Is Now. A banda promoveu o álbum através do Paper Gods on Tour.

## Performance comercial
Em 3 de outubro de 2015, o álbum entrou no Billboard 200 atingindo a #10 e tornou-se seu primeiro álbum top 10 desde " The Wedding Album", de 1993. Na segunda semana, o álbum caiu para #76, e na terceira e última semana, #194. No Reino Unido atingiu a #5. Na Itália, bateu a #2. O álbum voltou a entrar no Billboard 200 na #45 durante o semana 12 de janeiro de 2016 (5 meses após a data de lançamento original de 4 de setembro de 2015).

## Faixas
Todas as faixas foram escritas por Duran Duran, com colaboração adicional de Mr. Hudson (1-4, 6-9, 11), Nile Rodgers (4, 11), Dominic Brown (5-7, 10) e Mark Ronson (4, 11).
- Versão principal lançada em 2015

1. "Paper Gods" (part. Mr. Hudson) - 7:04
2. "Last Night in the City" (part. Kiesza) - 4:44
3. "You Kill Me with Silence" - 4:26
4. "Pressure Off" (part. Janelle Monáe & Nile Rodgers) - 4:21
5. "Face for Today" - 3:52
6. "Danceophobia" (part. Lindsay Lohan) - 4:14
7. "What Are the Chances" (part. John Frusciante) - 4:55
8. "Sunset Garage" (part. Hollie Cook) - 4:43
9. "Change the Skyline" (part. Jonas Bjerre) - 3:57
10. "Butterfly Girl" - 3:15
11. "Only in Dreams" - 6:05
12. "The Universe Alone" - 5:48

- Faixas bônus

1. "Planet Roaring" - 3:49
2. "Valentine Stories" - 3:30
3. "Northern Lights" - 5:13

- Faixas exclusivas da Target

1. "On Evil Beach" - 2:48
2. "Cinderella Ride" - 3:56

## Singles
1. "Pressure Off"
2. "Last Night in the City"

## Créditos
- Simon Le Bon – vocal
- John Taylor – baixo
- Nick Rhodes – teclados
- Roger Taylor – bateria

Com:
- Dominic Brown - guitarra (Faixas 10, 15)
- Anna Ross - vocais adicionais (Faixas 10, 13)
- Mr. Hudson - Vocais (Faixa 1)
- Kiesza - Vocais (Faixa 2)
- Janelle Monáe – vocais (Faixa 4)
- Nile Rodgers – guitarra, vocais adicionais (Faixa 4)
- Lindsay Lohan – vocais (Faixa 6)
- Hollie Cook – vocais (Faixa 8)
- Jonas Bjerre – vocais, guitarra (Faixa 9)
- John Frusciante – guitarra (Faixas 7, 10, 12, 15)
- Steve Jones – guitarra (Faixa 13)
- Davidé Rossi – violino, arranjo de cordas, regência (Faixas 4, 5, 7, 12)
- London Youth Choir – vozes (Faixa 12)